# Osterby (Kreis Rendsburg-Eckernförde)
Osterby (dänisch Østerby) ist eine Gemeinde im Kreis Rendsburg-Eckernförde in Schleswig-Holstein.

## Geografie und Verkehr
Osterby liegt etwa sechs Kilometer westlich von Eckernförde in den Hüttener Bergen. Südöstlich verläuft die Bundesstraße 203 von Rendsburg nach Eckernförde und nördlich die Bundesstraße 76 von Eckernförde nach Schleswig.

## Geschichte

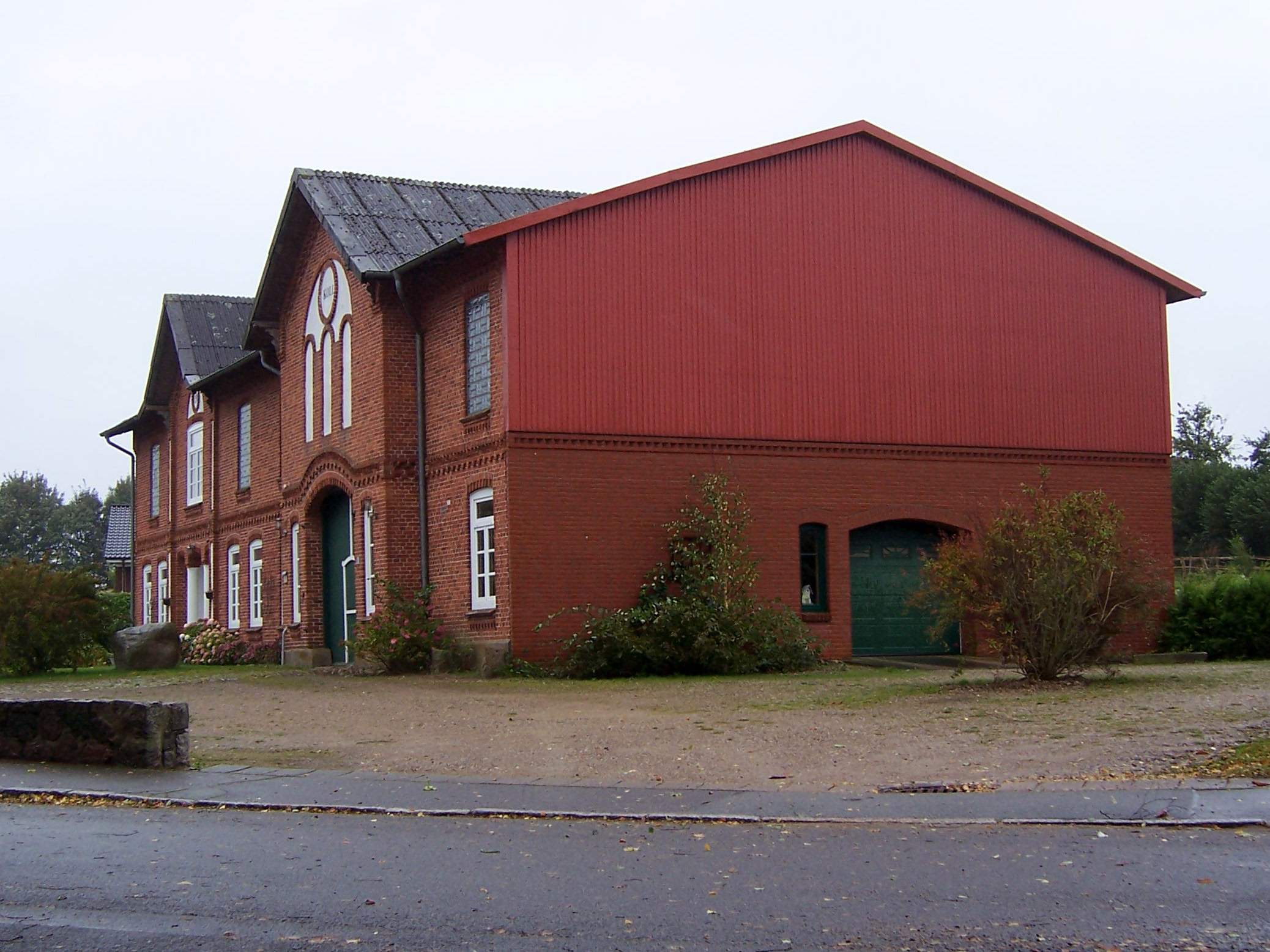
Bauernhof in Osterby

Osterby wurde erstmals am 7. Oktober 1528 unter dem Namen Osterbuj urkundlich erwähnt. Der Ort war eine jütische Siedlung (dänisch: by für Dorf, Siedlung) am östlichen Rand eines großen Waldes zwischen Eider und Schlei. Die Wälder und Moore zwischen Eider und Schlei bildeten im Mittelalter eine natürliche Grenze zwischen Dänen und Sachsen. Um 1550 mischten sich die Jüten mit den aus dem Süden vordringenden Sachsen. Die Bewohner Osterbys rangen schon sehr früh dem Wald und dem Moor durch Urbarmachung ihre Ländereien ab. Alte Flurbezeichnungen wie Holzkoppel, Haselhorst, Moorwiese und Wolfsbrook sagen das aus.
Während des 1. Deutsch-Dänischen Krieges 1848 wurde das Dorf hart umkämpft. Daran erinnert ein Gedenkstein mit der Inschrift „Up ewig ungedeelt“, der 1898 zum 50-jährigen Jubiläum eingeweiht wurde. Bis 1950 war Osterby ein reines Bauerndorf mit den für die Bewohner wichtigen Handwerksbetrieben und Kaufleuten. In den vergangenen 25 Jahren ist der Ort durch einige Neubaugebiete gewachsen und dient vor allem als beliebte Wohnsiedlung für Pendler ins nahe Eckernförde.

## Politik

### Gemeindevertretung
- Grüne: 3
- KWG: 4
- CDU: 4

Nach den vergangenen Wahlen ergaben sich jeweils folgende Sitzverteilungen:
- Kommunalwahl 2013: Von den elf Sitzen in der Gemeindevertretung hatte die CDU fünf Sitze, die SPD drei und die Wählergemeinschaft (KWG) drei.
- Kommunalwahl 2018: Von den elf Sitzen in der Gemeindevertretung hatte die CDU fünf Sitze, die SPD drei und die Wählergemeinschaft (KWG) drei.
- Kommunalwahl 2023: Von den elf Sitzen in der Gemeindevertretung errang die CDU vier Sitze, die Wählergemeinschaft KWG vier und die GRÜNEN drei.[2]

### Wappen
Blasonierung: „In Grün ein silberner Wellenbalken, begleitet oben von einer oberhalben, strahlenden goldenen Sonne, unten von einem silbernen Haarknoten (Suebenknoten).“
Der Wellenbalken im Wappen stellt den Bach Osterbek dar und der Suebenknoten verweist auf den in der Nähe des Ortes gefundenen Schädel einer Moorleiche (siehe Mann von Osterby).

## Wirtschaft
Die Gemeinde hat mehrere landwirtschaftliche Vollerwerbsbetriebe und mehrere Handwerksbetriebe.